# Кулганинский сельсовет
Кулганинский сельсовет — муниципальное образование в Бурзянском районе Башкортостана России.

## История
Согласно Закону о границах, статусе и административных центрах муниципальных образований в Республике Башкортостан имеет статус сельского поселения.
Образован в 1998 году.
Закон Республики Башкортостан «Об образовании Кулганинского сельсовета Бурзянского района Республики Башкортостан» от 21 октября 1998 года N 185-З гласит:

Статья 1. Образовать Кулганинский сельсовет Бурзянского района Республики Башкортостан путём разделения Кипчакского сельсовета Бурзянского района Республики Башкортостан с административным центром в деревне Кулганино, включив в состав Кулганинского сельсовета деревни Кулганино и Саргая.

Статья 2. Установить границу Кулганинского сельсовета Бурзянского района Республики Башкортостан согласно представленной схематической карте.

## Население
| 2002 | 2009 | 2010 | 2012 | 2013 | 2014 | 2015 |
| ---- | ---- | ---- | ---- | ---- | ---- | ---- |
| 449  | ↗503 | ↘434 | ↘431 | ↗442 | ↘436 | ↘433 |
| 2016 | 2017 |      |      |      |      |      |
| ↘424 | ↘416 |      |      |      |      |      |

## Состав сельского поселения
| № | Населённый пункт | Тип населённого пункта          | Население |
| - | ---------------- | ------------------------------- | --------- |
| 1 | Кулганино        | деревня, административный центр | ↘288      |
| 2 | Саргая           | деревня                         | ↘146      |